# الهجر (نعمان)

تعديل مصدري - تعديل

الهجر هي إحدى قرى عزلة الجدير بمديرية نعمان التابعة لمحافظة البيضاء، بلغ تعداد سكانها 52 نسمة حسب تعداد اليمن لعام 2004.